# Diana Sacayán
Diana Sacayán   (San Miguel de Tucumán, 31 de desembre de 1975 - Flores, 11 d'octubre de 2015) va ser reconeguda com una de les principals activistes del moviment de drets humans i de la lluita pel reconeixement i la inclusió social del col·lectiu travesti a Argentina. Va ser assassinada l'11 d'octubre de 2015. El 18 de juny de 2018 el Tribunal Oral Criminal Nro. 4 de la Ciutat de Buenos Aires va condemnar el seu assassí en una sentència històrica. Per primera vegada la justícia argentina va qualificar l'assassinat d'una travesti com un crim d'odi a la identitat de gènere, prevista en l'incís 4 de l'article 80 del Codi Penal de l'Argentina.
Sacayán va ser una abanderada de la lluita per l'accés al treball i l'economia social de les persones travestis i trans. Gran part de la seva militància va estar vinculada amb aconseguir aquest objectiu.